# Tapirus pinchaque
Tapir des montagnes
Espèce
Statut de conservation UICN

 EN A2cd+3cd; C1 : En danger
Répartition géographique
Statut CITES
Le Tapir des montagnes, ou Tapir des Andes (Tapirus pinchaque), est l'une des cinq espèces actuelles de tapirs et la seule à vivre en dehors des forêts tropicales dans la nature.

## Dénominations
Il est appelé Sacha Huagra en Quechua, Danta cordillerana (tapir de la Cordillère) et Danta lanuda (tapir laineux) en espagnol colombien, Danta negra (tapir noir) en espagnol équatorien et tapir de altura (tapir des hauteurs) ou gran Bestia (grande bête) en espagnol péruvien. Il a été nommé et décrit par le naturaliste et explorateur François Désiré Roulin en 1829. Le nom de l'espèce vient du terme « la Pinchaque », un animal imaginaire, censé habiter les mêmes régions que le tapir de montagne.

## Phylogénie
D'après l'analyse de l'ADN mitochondrial des cinq espèces actuelles de tapirs, Tapirus pinchaque et Tapirus terrestris sont les deux espèces de tapirs les plus dérivées. Elles auraient divergé l'une de l'autre il y a entre 0,288 et 0,652 Ma.
|  | T. kabomani (Petit Tapir noir)                                                                         |
|  | |
|  | \| \| T. terrestris (Tapir du Brésil) \| \| \| \| \| \| T. pinchaque (Tapir des montagnes) \| \| \| \| |
|  | |
|  | T. terrestris (Tapir du Brésil)                                                                        |
|  | |
|  | T. pinchaque (Tapir des montagnes)                                                                     |
|  | |

|  | T. terrestris (Tapir du Brésil)    |
|  |                                    |
|  | T. pinchaque (Tapir des montagnes) |
|  |                                    |

|  | T. kabomani (Petit Tapir noir)                                                                         |
|  | |
|  | \| \| T. terrestris (Tapir du Brésil) \| \| \| \| \| \| T. pinchaque (Tapir des montagnes) \| \| \| \| |
|  | |
|  | T. terrestris (Tapir du Brésil)                                                                        |
|  | |
|  | T. pinchaque (Tapir des montagnes)                                                                     |
|  | |

|  | T. terrestris (Tapir du Brésil)    |
|  |                                    |
|  | T. pinchaque (Tapir des montagnes) |
|  |                                    |

|  | T. kabomani (Petit Tapir noir)                                                                         |
|  | |
|  | \| \| T. terrestris (Tapir du Brésil) \| \| \| \| \| \| T. pinchaque (Tapir des montagnes) \| \| \| \| |
|  | |
|  | T. terrestris (Tapir du Brésil)                                                                        |
|  | |
|  | T. pinchaque (Tapir des montagnes)                                                                     |
|  | |

|  | T. terrestris (Tapir du Brésil)    |
|  |                                    |
|  | T. pinchaque (Tapir des montagnes) |
|  |                                    |

|  | T. kabomani (Petit Tapir noir)                                                                         |
|  | |
|  | \| \| T. terrestris (Tapir du Brésil) \| \| \| \| \| \| T. pinchaque (Tapir des montagnes) \| \| \| \| |
|  | |
|  | T. terrestris (Tapir du Brésil)                                                                        |
|  | |
|  | T. pinchaque (Tapir des montagnes)                                                                     |
|  | |

|  | T. terrestris (Tapir du Brésil)    |
|  |                                    |
|  | T. pinchaque (Tapir des montagnes) |
|  |                                    |

## Chasse
La chair du Tapir des montagnes est consommée par certaines populations andines de l'Équateur, en particulier à des fins médicinales.